# Eccellenza Piemonte-Valle d'Aosta 2024-2025
Il campionato italiano di calcio di Eccellenza regionale 2024-2025 è il trentaquattresimo organizzato in Italia. Rappresenta il quinto livello del calcio italiano.

## Stagione
La scorsa stagione ha visto liberarsi nove posti: le sei consuete retrocesse e le tre promosse in Serie D 2024-2025: le due vincitrici dei due gironi, Borgaro e Saluzzo, e la vincitrice degli spareggi nazionali, Fossano. Quattro posti sono andati alle squadre retrocesse dalla Serie D 2023-2024, Pinerolo, Alba, PDHAE e Borgosesia, e cinque alle promosse dalla Promozione Piemonte-Valle d'Aosta 2023-2024: le vincenti dei quattro gironi, Baveno, Quincinetto, CBS Scuola Calcio e Ovadese, e una vincente dei play-off, Briga. Infine l'Alpignano viene spostato nel Girone B.

## Girone A

### Squadre partecipanti
| Club                              | Città                                                   | Stadio                                               | Stagione precedente                |
| --------------------------------- | ------------------------------------------------------- | ---------------------------------------------------- | ---------------------------------- |
| A.S.D. Accademia Borgomanero 1961 | Borgomanero (NO)                                        | Stadio Fedele Margaroli                              | 7º posto in Eccellenza/A           |
| A.S.D. Aygreville                 | Aymavilles, Gressan e Villeneuve (AO)                   | Stadio Oscar Rini (Villeneuve)                       | 11º posto in Eccellenza/A          |
| Baveno Stresa S.S.D. A R.L.       | Baveno e Stresa (VB)                                    | Stadio Galli (Baveno)                                | 1º posto in Promozione/A, promosso |
| A.S.D. Biellese 1902              | Biella                                                  | Stadio Lamarmora                                     | 5º posto in Eccellenza/A           |
| Borgosesia                        | Borgosesia (VC)                                         | Stadio comunale                                      | 20º posto in Serie D/A, retrocesso |
| A.C.D. Briga                      | Briga Novarese (NO)                                     | Stadio comunale                                      | 2º posto in Promozione/A, promosso |
| A.S.D. Bulè Bellinzago            | Bellinzago Novarese (NO)                                | Stadio Comunale Enzo Ferrari                         | 6º posto in Eccellenza/A           |
| G.S.D. Lascaris                   | Pianezza (TO)                                           | Stadio G. Soffietti                                  | 8º posto in Eccellenza/A           |
| A.S.D. Oleggio Sportiva           | Oleggio (NO)                                            | Stadio Fortina e Zanolli                             | 2º posto in Eccellenza/A           |
| Pont Donnaz Hône Arnad Évançon    | Arnad, Donnas, Hône, Montjovet e Pont-Saint-Martin (AO) | Stadio comunale (Montjovet)                          | 19º posto in Serie D/A, retrocesso |
| A.S.D. Pro Eureka                 | Settimo Torinese (TO)                                   | Stadio comunale (Caselle Torinese)                   | 13º posto in Eccellenza/A          |
| Pro Novara 2021                   | Novara                                                  | Stadio Sintetico Novarello (Granozzo con Monticello) | 3º posto in Eccellenza/A           |
| U.S.D. Quincinetto Tavagnasco     | Quincinetto e Tavagnasco (TO)                           | Stadio Giovanni Cipriano                             | 1º posto in Promozione/B, promosso |
| A.S.D. Calcio Settimo             | Settimo Torinese (TO)                                   | Stadio comunale                                      | 9º posto in Eccellenza/A           |
| A.S.D. Calcio Verbania            | Verbania                                                | Stadio Carlo Pedroli                                 | 10º posto in Eccellenza/A          |
| G.S.D. Volpiano Pianese           | Volpiano (TO)                                           | Stadio Antonio Goia                                  | 4º posto in Eccellenza/A           |

### Classifica
Aggiornata al 4 maggio 2025
|  | Pos. | Squadra                | Pt      | G  | V  | N | P  | GF | GS  | DR  |
|  | ---- | ---------------------- | ------- | -- | -- | - | -- | -- | --- | --- |
|  | 1    | Biellese               | 64      | 28 | 19 | 7 | 2  | 68 | 25  | +43 |
|  | 2    | Borgosesia             | 55      | 28 | 17 | 4 | 7  | 49 | 20  | +29 |
|  | 3    | Pro Settimo & Eureka   | 53      | 28 | 16 | 5 | 7  | 50 | 31  | +19 |
|  | 4    | Volpiano Pianese       | 48      | 28 | 14 | 6 | 8  | 46 | 31  | +15 |
|  | 5    | Oleggio                | 44      | 28 | 13 | 5 | 10 | 46 | 36  | +10 |
|  | 6    | Bulè Bellinzago        | 44      | 28 | 13 | 5 | 10 | 39 | 34  | +5  |
|  | 7    | Baveno Stresa          | 40      | 28 | 12 | 4 | 12 | 36 | 44  | -8  |
|  | 8    | Borgomanero            | 38      | 28 | 11 | 5 | 12 | 50 | 40  | +10 |
|  | 9    | Aygreville             | 38      | 28 | 11 | 5 | 12 | 28 | 41  | -13 |
|  | 10   | Verbania               | 35      | 28 | 9  | 8 | 11 | 30 | 27  | +3  |
|  | 11   | Settimo                | 34      | 28 | 9  | 7 | 12 | 31 | 34  | -3  |
|  | 12   | Lascaris               | 34      | 28 | 9  | 7 | 12 | 38 | 40  | -2  |
|  | 13   | Briga                  | 31      | 28 | 8  | 7 | 13 | 42 | 48  | -6  |
|  | 14   | Quincinetto Tavagnasco | 24      | 28 | 5  | 9 | 14 | 24 | 43  | -19 |
|  | 15   | PDHAE                  | 6       | 28 | 2  | 0 | 26 | 19 | 101 | -82 |
|  | ---  | Pro Novara             | Esclusa |    |    |   |    |    |     |     |

Legenda:
       Promosso in Serie D 2025-2026.
       Ammessa ai play-off nazionali.
 Ai play-off o ai play-out.
       Retrocesso in Promozione Piemonte-Valle d'Aosta 2025-2026.
Note:
Regolamento:
Tre punti a vittoria, uno a pareggio, zero a sconfitta.
In caso di arrivo di due o più squadre a pari punti, la graduatoria verrà stilata secondo la classifica avulsa tra le squadre interessate che prevede, in ordine, i seguenti criteri:
- Punti negli scontri diretti.
- Differenza reti negli scontri diretti.
- Differenza reti generale.
- Reti realizzate in generale.
- Sorteggio.

### Risultati

#### Tabellone
Aggiornato al 4 maggio 2025
|                        | ABo  | Ayg  | Bav  | Bie  | Bor  | Bri  | Bul  | Las  | Ole  | PDH  | PEu  | PNo  | Qui  | Set  | Ver  | Vol  |
| ---------------------- | ---- | ---- | ---- | ---- | ---- | ---- | ---- | ---- | ---- | ---- | ---- | ---- | ---- | ---- | ---- | ---- |
| Accademia Borgomanero  | –––– | 3-0  | 0-1  | 1-3  | 0-0  | 3-0  | 3-2  | 0-1  | 3-0  | 9-1  | 0-0  | X    | 4-0  | 0-1  | 0-0  | 3-0  |
| Aygreville             | 2-1  | –––– | 3-0  | 1-1  | 0-1  | 2-2  | 1-0  | 1-0  | 0-3  | 2-0  | 0-1  | X    | 0-0  | 1-0  | 0-3  | 1-2  |
| Baveno Stresa          | 3-2  | 3-2  | –––– | 0-3  | 0-1  | 0-3  | 2-1  | 3-3  | 0-1  | 1-0  | 4-3  | X    | 2-0  | 2-1  | 2-1  | 0-1  |
| Biellese               | 5-1  | 6-0  | 2-0  | –––– | 1-1  | 4-2  | 3-1  | 2-1  | 3-0  | 6-1  | 2-1  | X    | 2-0  | 3-2  | 0-1  | 2-2  |
| Borgosesia             | 2-3  | 3-1  | 4-1  | 0-2  | –––– | 2-0  | 1-2  | 3-0  | 4-1  | 9-1  | 0-2  | X    | 3-0  | 3-0  | 1-0  | 1-0  |
| Briga                  | 2-2  | 0-1  | 1-1  | 1-1  | 0-1  | –––– | 4-0  | 3-1  | 0-1  | 1-2  | 1-2  | X    | 4-1  | 1-1  | 1-4  | 2-2  |
| Bulè Bellinzago        | 4-2  | 0-3  | 0-0  | 1-3  | 3-0  | 2-1  | –––– | 1-1  | 0-0  | 2-0  | 3-1  | X    | 2-1  | 0-1  | 3-0  | 1-0  |
| Lascaris               | 0-2  | 3-0  | 2-0  | 2-0  | 0-0  | 2-3  | 3-1  | –––– | 1-2  | 3-2  | 1-2  | X    | 0-0  | 0-3  | 1-1  | 3-4  |
| Oleggio                | 1-4  | 0-1  | 2-2  | 1-1  | 3-0  | 2-3  | 0-1  | 0-0  | –––– | 7-1  | 3-0  | X    | 3-1  | 2-3  | 2-0  | 2-1  |
| PDHAE                  | 0-1  | 0-1  | 1-5  | 0-3  | 0-3  | 1-2  | 0-6  | 1-5  | 0-2  | –––– | 1-2  | X    | 2-4  | 0-2  | 0-7  | 2-0  |
| Pro Eureka             | 6-1  | 4-1  | 2-0  | 2-3  | 0-0  | 1-1  | 3-1  | 3-1  | 2-1  | 2-0  | –––– | X    | 1-1  | 2-1  | 0-1  | 2-1  |
| Pro Novara             | X    | X    | X    | X    | X    | X    | X    | X    | X    | X    | X    | –––– | X    | X    | X    | X    |
| Quincinetto Tavagnasco | 2-0  | 1-1  | 1-2  | 1-1  | 0-3  | 1-2  | 0-0  | 0-1  | 1-1  | 2-1  | 1-2  | X    | –––– | 3-0  | 1-1  | 1-0  |
| Settimo                | 2-2  | 1-1  | 1-2  | 1-2  | 0-1  | 4-2  | 0-1  | 1-0  | 1-2  | 1-0  | 1-1  | X    | 2-1  | –––– | 0-0  | 1-1  |
| Verbania               | 1-0  | 0-1  | 2-0  | 0-3  | 1-2  | 1-0  | 0-2  | 1-1  | 0-3  | 4-0  | 0-2  | X    | 0-0  | 0-0  | –––– | 1-1  |
| Volpiano Pianese       | 1-0  | 3-1  | 1-0  | 1-1  | 1-0  | 3-0  | 1-1  | 1-2  | 3-1  | 9-2  | 2-1  | X    | 3-0  | 1-0  | 1-0  | –––– |

### Play-off

#### Tabellone
|  | Semifinali | Semifinali           | Semifinali           |                      |         | Finale | Finale | Finale |  |
|  |            |                      |                      |                      |         |        |        |        |  |
|  | 2          | Borgosesia           |                      |                      |         |        |        |        |  |
|  | 2          | Borgosesia           |                      |                      |         |        |        |        |  |
|  | 5          |                      |                      |                      |         |        |        |        |  |
|  |            | Borgosesia           | Borgosesia           | 3                    |         |        |        |        |  |
|  |            |                      |                      | 3                    |         |        |        |        |  |
|  |            |                      | Pro Settimo & Eureka | Pro Settimo & Eureka | 4 (dts) |        |        |        |  |
|  | 3          | Pro Settimo & Eureka | Pro Settimo & Eureka | Pro Settimo & Eureka | 4 (dts) | 3      |        |        |  |
|  | 3          | Pro Settimo & Eureka |                      |                      |         |        |        |        |  |
|  | 4          | Volpiano Pianese     | 2                    |                      |         |        |        |        |  |

#### Semifinali
|                      | Risultati |                  | Luogo e data                     |
| -------------------- | --------- | ---------------- | -------------------------------- |
| Pro Settimo & Eureka | 3-2 dts   | Volpiano Pianese | Settimo Torinese, 11 maggio 2025 |
|                      |           |                  |                                  |

#### Finale
|            | Risultati |                      | Luogo e data               |
| ---------- | --------- | -------------------- | -------------------------- |
| Borgosesia | 3-4 dts   | Pro Settimo & Eureka | Borgosesia, 18 maggio 2025 |
|            |           |                      |                            |

### Play-out

#### Finale
|       | Risultati |                        | Luogo e data                   |
| ----- | --------- | ---------------------- | ------------------------------ |
| Briga | 2-0       | Quincinetto Tavagnasco | Briga Novarese, 18 maggio 2025 |
|       |           |                        |                                |

## Girone B

### Squadre partecipanti
| Club                            | Città                                              | Stadio                                    | Stagione precedente                |
| ------------------------------- | -------------------------------------------------- | ----------------------------------------- | ---------------------------------- |
| S.S.D. Acqui F.C.               | Acqui Terme (AL)                                   | Stadio Jona Ottolenghi                    | 4º posto in Eccellenza/B           |
| Alba                            | Corneliano d'Alba (CN)                             | Stadio comunale                           | 18º posto in Serie D/A, retrocesso |
| U.S.D. Alpignano                | Alpignano (TO)                                     | Stadio Salvador Allende                   | 15º posto in Eccellenza/A          |
| A.S.D. C.S.F. Carmagnola        | Carmagnola (TO)                                    | Stadio Comunale                           | 14º posto in Eccellenza/B          |
| A.S.D. CBS Scuola Calcio        | Torino                                             | Stadio Cavoretto                          | 1º posto in Promozione/C, promosso |
| U.S. Cheraschese 1904           | Cherasco (CN)                                      | Stadio Emilio Roella                      | 10º posto in Eccellenza/B          |
| A.C. Cuneo 1905 Olmo            | Cuneo                                              | Stadio Fratelli Paschiero                 | 3º posto in Eccellenza/B           |
| A.S.D. Giovanile Centallo       | Centallo (CN)                                      | Stadio Don Eandi                          | 5º posto in Eccellenza/B           |
| A.S.D. Luese Cristo Alessandria | Alessandria (Cristo), Lu e Cuccaro Monferrato (AL) | Centro sportivo Centogrigio (Alessandria) | 11º posto in Eccellenza/B          |
| Ovadese SSD                     | Ovada (AL)                                         | Stadio Geirino                            | 1º posto in Promozione/D, promosso |
| Pinerolo                        | Pinerolo (TO)                                      | Stadio Luigi Barbieri                     | 17º posto in Serie D/A, retrocesso |
| A.C.D. Pro Dronero              | Dronero (CN)                                       | Stadio Filippo Drago                      | 8º posto in Eccellenza/B           |
| A.S.D. Pro Villafranca          | Villafranca d'Asti (AT)                            | Stadio comunale                           | 9º posto in Eccellenza/B           |
| A.S.D. San Domenico Savio Asti  | Asti (Borgo San Lazzaro)                           | Stadio Censin Bosia                       | 12º posto in Eccellenza/B          |
| S.S.D. Valenzana Mado           | Valenza (AL)                                       | Stadio Comunale                           | 6º posto in Eccellenza/B           |
| U.S.D. Vanchiglia               | Torino (Borgo Vanchiglia)                          | Stadio Gaspare Tallia                     | 7º posto in Eccellenza/B           |

### Classifica
Aggiornata al 21 maggio 2025
|  | Pos. | Squadra            | Pt | G  | V  | N  | P  | GF | GS | DR  |
|  | ---- | ------------------ | -- | -- | -- | -- | -- | -- | -- | --- |
|  | 1.   | Valenzana          | 65 | 30 | 18 | 11 | 1  | 45 | 21 | +24 |
|  | 2.   | Pinerolo           | 58 | 30 | 17 | 4  | 9  | 51 | 31 | +20 |
|  | 3.   | Luese Cristo       | 50 | 30 | 14 | 8  | 8  | 52 | 39 | +13 |
|  | 4.   | Cuneo              | 49 | 30 | 14 | 7  | 9  | 59 | 39 | +20 |
|  | 5.   | Ovadese            | 47 | 30 | 13 | 8  | 9  | 40 | 33 | +7  |
|  | 6.   | Giovanile Centallo | 43 | 30 | 11 | 13 | 6  | 39 | 27 | +12 |
|  | 7.   | Alba               | 44 | 30 | 12 | 8  | 10 | 50 | 45 | +5  |
|  | 8.   | Vanchiglia         | 40 | 30 | 11 | 7  | 12 | 47 | 44 | +3  |
|  | 9.   | Pro Villafranca    | 39 | 30 | 11 | 6  | 13 | 45 | 53 | -8  |
|  | 10.  | Pro Dronero        | 39 | 30 | 10 | 9  | 11 | 39 | 48 | -9  |
|  | 11.  | Acqui              | 35 | 30 | 7  | 14 | 9  | 41 | 39 | +2  |
|  | 12.  | Cheraschese        | 33 | 30 | 7  | 12 | 11 | 39 | 43 | -4  |
|  | 13.  | Savio Asti         | 33 | 30 | 8  | 9  | 13 | 26 | 45 | -19 |
|  | 14.  | Carmagnola         | 32 | 30 | 7  | 11 | 12 | 38 | 48 | -10 |
|  | 15.  | CBS Scuola Calcio  | 22 | 30 | 6  | 4  | 20 | 35 | 59 | -24 |
|  | 16.  | Alpignano          | 20 | 30 | 3  | 11 | 16 | 19 | 51 | -32 |

Legenda:
       Promosso in Serie D 2025-2026.
 Ai play-off o ai play-out.
       Ammessa ai play-off nazionali.
       Retrocesso in Promozione Piemonte-Valle d'Aosta 2025-2026.
Note:
Regolamento:
Tre punti a vittoria, uno a pareggio, zero a sconfitta.
In caso di arrivo di due o più squadre a pari punti, la graduatoria verrà stilata secondo la classifica avulsa tra le squadre interessate che prevede, in ordine, i seguenti criteri:
- Punti negli scontri diretti.
- Differenza reti negli scontri diretti.
- Differenza reti generale.
- Reti realizzate in generale.
- Sorteggio.

### Risultati

#### Tabellone
Aggiornato al 21 maggio 2025
|                          | Acq  | Alb  | Alp  | Car  | CBS  | Che  | Cun  | Gio  | LCA  | Ova  | Pin  | PDr  | PVi  | SDS  | Val  | Van  |
| ------------------------ | ---- | ---- | ---- | ---- | ---- | ---- | ---- | ---- | ---- | ---- | ---- | ---- | ---- | ---- | ---- | ---- |
| Acqui                    | –––– | 1-1  | 0-1  | 1-1  | 0-1  | 4-0  | 2-2  | 0-0  | 3-2  | 1-1  | 1-3  | 3-0  | 0-2  | 0-2  | 1-1  | 2-2  |
| Alba                     | 1-1  | –––– | 2-1  | 0-2  | 2-4  | 1-0  | 2-2  | 0-2  | 2-4  | 2-1  | 2-1  | 0-0  | 5-0  | 1-1  | 2-2  | 1-2  |
| Alpignano                | 1-1  | 1-2  | –––– | 2-2  | 0-0  | 2-2  | 1-4  | 0-0  | 0-0  | 0-2  | 1-2  | 1-1  | 3-2  | 0-2  | 0-3  | 2-1  |
| Carmagnola               | 1-1  | 2-1  | 1-0  | –––– | 1-3  | 1-1  | 1-2  | 1-1  | 1-1  | 4-3  | 0-1  | 1-2  | 0-2  | 0-1  | 1-2  | 1-1  |
| CBS Scuola Calcio        | 0-0  | 0-5  | 4-0  | 1-2  | –––– | 0-1  | 0-3  | 1-2  | 2-2  | 2-1  | 1-4  | 1-1  | 2-3  | 4-0  | 0-1  | 4-5  |
| Cheraschese              | 2-1  | 2-3  | 1-1  | 1-0  | 5-0  | –––– | 1-1  | 1-1  | 1-1  | 2-3  | 1-1  | 0-1  | 2-3  | 4-1  | 0-2  | 5-3  |
| Cuneo                    | 2-3  | 3-2  | 4-0  | 1-2  | 4-2  | 1-0  | –––– | 4-1  | 5-1  | 3-2  | 0-1  | 4-0  | 0-2  | 0-0  | 1-0  | 3-1  |
| Giovanile Centallo       | 2-1  | 1-2  | 4-0  | 2-2  | 3-0  | 0-0  | 0-0  | –––– | 2-1  | 1-1  | 0-3* | 3-0  | 2-2  | 0-0  | 1-1  | 0-1  |
| Luese Cristo Alessandria | 0-4  | 3-1  | 2-0  | 4-0  | 2-1  | 2-0  | 3-1  | 2-1  | –––– | 3-1  | 2-1  | 2-2  | 1-2  | 4-0  | 1-1  | 2-0  |
| Ovadese                  | 0-0  | 2-0  | 2-0  | 1-1  | 1-0  | 1-1  | 2-2  | 1-0  | 3-0  | –––– | 2-2  | 0-1  | 2-0  | 1-0  | 0-0  | 2-1  |
| Pinerolo                 | 1-0  | 2-1  | 1-1  | 3-1  | 3-0  | 3-1  | 1-0  | 0-3  | 1-1  | 1-0  | –––– | 0-1  | 3-0  | 0-1  | 0-1  | 3-0  |
| Pro Dronero              | 2-2  | 1-2  | 3-1  | 3-1  | 3-2  | 0-0  | 1-1  | 1-2  | 0-3* | 1-2  | 2-1  | –––– | 1-3  | 2-2  | 1-2  | 0-2  |
| Pro Villafranca          | 2-2  | 0-1  | 0-0  | 3-2  | 2-0  | 1-1  | 3-1  | 0-1  | 1-2  | 0-1  | 2-6  | 2-3  | –––– | 2-2  | 3-3  | 2-1  |
| San Domenico Savio       | 2-3  | 1-3  | 1-0  | 1-1  | 1-0  | 0-3  | 0-4  | 1-1  | 1-1  | 0-1  | 1-2  | 0-3  | 1-0  | –––– | 1-2  | 1-1  |
| Valenzana Mado           | 2-0  | 2-2  | 2-0  | 2-2  | 1-0  | 1-1  | 2-0  | 2-0  | 1-0  | 2-1  | 2-1  | 2-2  | 1-0  | 1-0  | –––– | 0-0  |
| Vanchiglia               | 2-3  | 1-1  | 0-0  | 1-3  | 1-0  | 4-0  | 3-1  | 1-1  | 1-0  | 3-0  | 1-2  | 3-1  | 4-1  | 1-2  | 0-1  | –––– |

*a tavolino